# Nils Grubb
Nils Nilsson Grubb, född 1681 i Umeå stad, död 1724, var en svensk präst, historiker och pedagog, professor vid universitetet i Greifswald i Svenska Pommern.

## Biografi
Nils Grubb var son till handlanden och rådmannen i Umeå Nils Andersson Grubb och Brita Sand. Han sändes 1696 till Härnösands gymnasium och inskrevs 1699 vid Uppsala universitet. År 1701 avreste han till Danzig, och studerade i tre år i Königsberg. År 1703 träffade han Karl XII och slapp med nöd och näppe undan att antas till militären. Trots varningar för den där florerande pietismen studerade han filosofi och politik från 1705 i Halle, och under åren där predikade han för Karl XII i slottskyrkan i Altranstädt. Grubb blev 1707 promoverad i Wittenberg och reste sedan till Greifswald för att ta tjänst vid universitetet. Eftersom han studerat i Halle rönte han starkt motstånd i Greifswald, där han dock 1710 avancerade till professor i historia och moralfilosofi.
Redan 1711 fick han fullmakt på Umeå pastorat, där företrädaren Mattias Petri Bille avlidit. Det var en bror i Umeå som sände in ansökan utan att ha kunnat kontakta Nils Grubb innan på grund av den dåliga postgången. Före återkomsten till fäderneslandet gjorde Grubb en resa till Holland och England och återvände hem 1712, trots krigsfaran i Stralsund. Innan han fick prästvigas i Härnösands domkyrka av biskop Georg Wallin den äldre och tillträda sitt pastorat, måste han underkasta sig förhör inför ärkebiskop Haquin Spegel och Uppsala domkapitel. Han hade nämligen blivit angiven för pietism. Ärkebiskopens utlåtande efter rannsakan var mycket gott, och Grubb blev insatt i ämbetet i juni 1713. Hans första predikan handlade om Psaltaren 130:1.
När Grubb anlände till Umeå landsförsamling var församlingen, trots välvillighet till kyrkan, dåligt undervisad i kristendomens dogmer, kyrkotukt och bibelkunskap. Han menade att detta kunskapsförfall berodde på utantilläsning, och han stormade mot detta, bland annat genom att förbjuda någon att ta nattvarden om de inte kände till sakramentets innebörd. För att utbilda församlingen indelade han den i rotar, vilka han varje söndag undervisade i katekesen. Detta ledde till en nyväckt religiositet i församlingen, vilken grannförsamlingens präster misstrodde och vilken blev omtalad i hela landet.
Grubb deltog vid riksdagen 1719 i Stockholm. Läseriet tog sig under hans ettåriga bortavaro annorlunda former.
1719 anmälde av den anledningen Härnösands domkapitel för Kunglig Majestät att konventiklar hölls i Umeå, utan att Grubb hindrade det. En kommission tillsattes, vilken dock först 1724 anställde undersökningar på ort och ställe. Kommissionens utslag avkunnades först efter Grubbs död. Det var då ådagalagt, inte bara att Grubb var oskyldigt anklagad, utan också att han förtjänade beröm för sitt nit i själavård och kristendomsundervisning.
Han hade blivit prost honoris causa vid tillträdandet, men på grund av oroligheterna fick han inte tjänsten som kontraktsprost när den blev ledig. Däremot utsågs han till preses vid prästmötet 1722. Hans gärning sammanfaller med tiden då ryssarna flera gånger brände Umeå (rysshärjningarna), bland annat hans prästgård, och Backens kyrka plundrades.
Bland Grubbs skrifter kan nämnas Otium lubecense exhibens decisionem controversiæ de illuminatione irregenitorum (Lybeck, 1712) och Berättelse om det s. k. kyrkooväsendet i Umeå stad (1721). I Riksarkivet (Ecklesiastika handl. bd 9, n :r 38) finns i handskriften "Kyrkostatens i Sverige förfall och upprättelse tydligen föreställdt", av Grubb.

## Verk om Nils Grubb
- Edvard Wermcrantz, "Nils Grubbs lif och verksamhet’" (1906).
- Allan Sandström, "Oron vid älven" En bok om Nils Grubb (2005)
- Örjan Aronsson, "Men Herren näpse dig Satan!" Om "Owäsendet i Uhmo" och kyrkoherde Nils Grubbs ämbetsutövning 1711-1724 (2014).